# 瞪羚属
瞪羚属（Gazella）是羚羊亚科的一属。瞪羚是行動非常敏捷的动物，耐力相當好；以80公里/时的速度跑下来，奔跑超過1小时都不會觉得疲累。阿拉伯商人經常用薩路基獵犬來追捕瞪羚，獵犬不斷追著瞪羚跑超過4小時，瞪羚漸漸開始覺得累、更累、疲累不堪使速度慢下來，獵犬便能抓到瞪羚，大多數瞪羚在此時都已經累壞了，失去反抗掙扎能力，獵犬就可以將戰利品交給主人。大多数瞪羚生活在非洲大草原，但是也有少数生活在亚洲（例如鹅喉羚）。大多数瞪羚都是群居动物，以嫩、容易消化的植物为食。

## 分類
瞪羚属于偶蹄目牛科。瞪羚属的分类有很多争议，有些专家认为瞪羚属只有12种，而有些专家认为瞪羚属有几十种。大多数专家认为瞪羚属有16种。红瞪羚（於1894年灭绝）、也门瞪羚（於1985年灭绝）和阿拉伯瞪羚（於1993年灭绝）已经灭绝，而野生的沙特瞪羚也在1993年灭绝（只有少数生活在动物园）。阿拉伯瞪羚由于灭绝得比较晚，所以在网上仍然可以看见阿拉伯瞪羚。其他瞪羚也都是濒危物种，尽管格兰羚和汤普森瞪羚很常见，但是由于分布太窄，数量仍然不是很多。
汤普森瞪羚是一个很好的例子，肩高60-80厘米，毛色为棕色和白色，身体两侧有一条黑线(见右上角的图)。雄性的角又长又弯。当瞪羚受惊吓时，瞪羚先是不紧不慢跑，然后突然跳得很高。这种行为是由阿默兹·扎哈维在研究瞪羚时发现的。

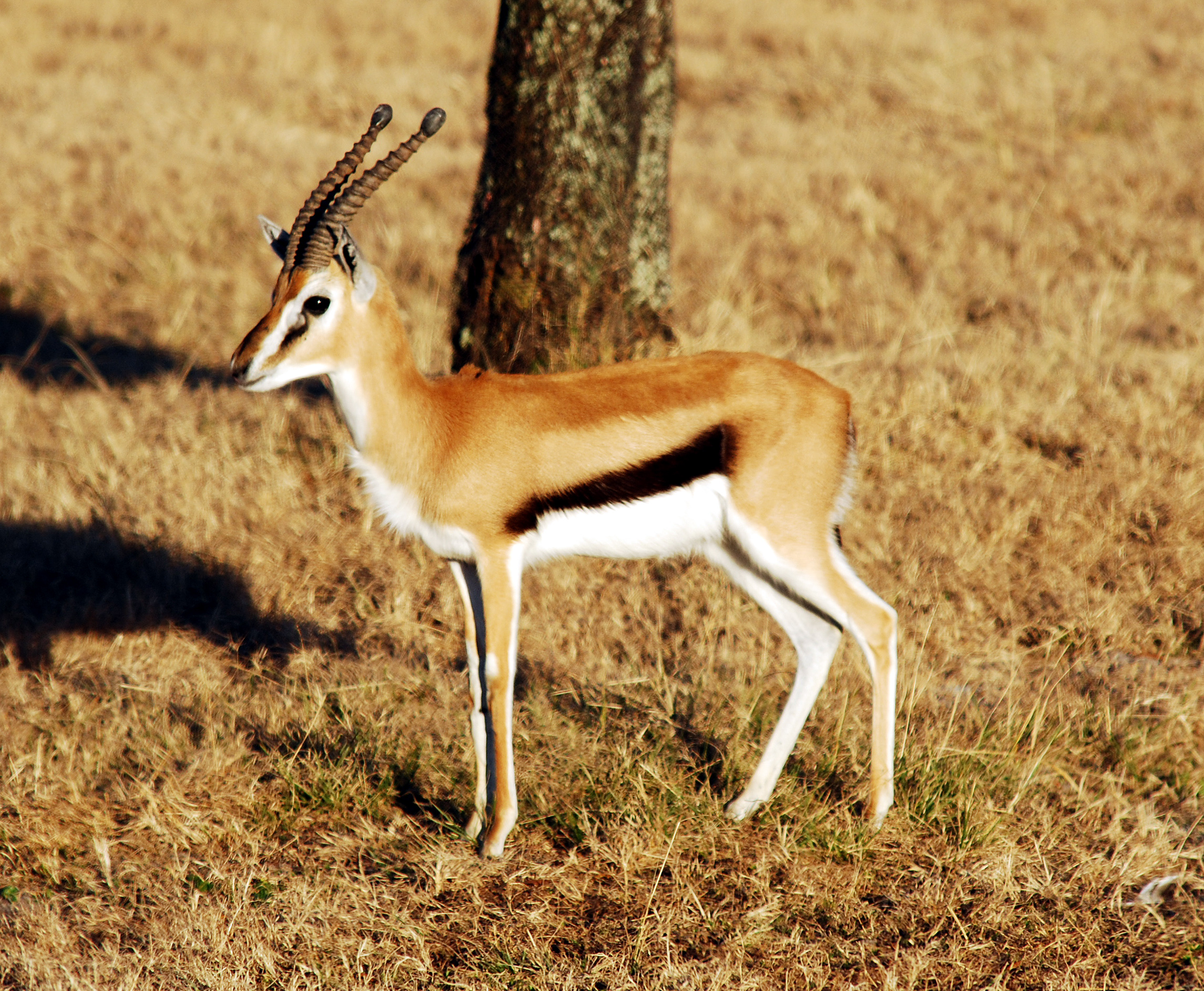

## 现存种类
- 印度瞪羚, G. bennettii
- 居氏瞪羚, G. cuvieri
- 鹿瞪羚, G. dama
- 小鹿瞪羚, G. dorcas
- 山瞪羚, G. gazella
- 葛氏瞪羚, G. granti
- 细角瞪羚, G. leptoceros
- 赤额瞪羚, G. rufifrons
- 索氏瞪羚, G. soemmerringii
- 斯氏瞪羚, G. spekei
- 鹅喉羚, G. subgutturosa
- 汤氏瞪羚, G. thomsonii

## 灭绝种类
科学家曾在欧亚大陆和非洲发现过从上新世到更新世的瞪羚化石。一种小型瞪羚Gazella borbonica是迄今发现的最古老的瞪羚，分布于欧洲，具有娇小的身材和一对短腿。在冰河时期时欧洲的瞪羚全部灭绝，大多数亚洲东部地区的瞪羚也都灭绝，但是它们在非洲和西亚生存了下来。有三种瞪羚的灭绝时由人引起的：
- 阿拉伯瞪羚, G. arabica（有不少人宣称自己见到了一只阿拉伯瞪羚，但都未得到证实）。
- 也门瞪羚, G. bilkis
- 红瞪羚, G. rufina
- 沙特瞪羚, G. saudiya

## 外部連結
- 維基物種上的相關：瞪羚属